# Хотькуны (Ошмянский район)
Хотькуны (бел. Хацьку́ны) — деревня (иной вариант — хутор) в Ошмянском районе Гродненской области Белоруссии. В составе Жупранского сельсовета.

## География
Расположен примерно в километре от местной дороги Н-7132 и в 3 км езды (полукилометре по прямой) от построенной в 2015 году республиканской автомобильной дороги Р52, идущей от Гозы на Островец и Ошмяны.
Ближайшие населенные пункты:
- деревня Працковщина (около 1,5 км)
- деревня Анкуды (около 3 км)

## История
В 1905 году в Ошмянском уезде Полянской волости Виленской губернии.

## Население
| 1999 | 2009 | 2021 |
| ---- | ---- | ---- |
| 2    | ↗4   | ➘2   |